# Breaker (álbum)
Breaker es el tercer álbum de estudio de la banda alemana de heavy metal Accept, publicado en 1981 por Brain Records. Este disco marcó el regreso de Michael Wagener a la banda, pero esta vez como ingeniero de sonido y además, fue la última producción donde Peter Baltes interpreta la voz en una de sus canciones. Por su parte, fue la última grabación con el guitarrista Jörg Fischer ya que tras la gira promocional se alejó de Accept. No obstante, en 1985 volvería a la banda para las grabaciones de Metal Heart.

## Antecedentes
Tras los malos resultados de sus dos primeras producciones, decidieron dejar de lado las opiniones de los demás y enfocarse en lo que ellos querían hacer. De acuerdo con Udo Dirkschneider en una entrevista a Hardradio.com comentó: «A raíz de nuestras experiencias con I'm a Rebel decidimos que nuestro objetivo para esta ocasión era no ser influenciado musicalmente por nadie externo a la banda». Bajo ese mismo concepto, Wolf Hoffmann dijo: «Sabíamos que el enfoque antiguo de los álbumes anteriores no funcionaba nada bien. Por lo que dijimos, mierda, vamos hacer lo que creemos que es correcto».
Con la idea de crear una imagen menos comercial que con I'm a Rebel, decidieron escribir canciones más oscuras, desafiantes y agresivas, que se vieron con notoriedad en «Son of a Bitch», que Udo definió como un tema «anti sello discográfico». Sobre ello, Wolf mencionó que fue la única canción que no tiene sus letras impresas en el interior del álbum: «En la versión inicial pensamos que sería una buena idea poner en las notas de la canción "censurado" para evitar cualquier controversia. Sin embargo, causó más controversia de esa manera porque todos querían saber quien la había censurado». Debido a que en esos tiempos la industria era más sensible con las canciones groseras, la banda se vio obligado a cambiar la letra de «Son of a Bitch» por una más suave, su título también fue cambiado por «Born to Be Whipped» y que se publicó en los mercados más grandes. Al respecto Wolf explicó: «Tuvimos que cambiarlo porque los británicos eran muy tensos ante este tipo de cosas, que posiblemente no nos hubieran dejado publicar nuestro álbum con una canción llamada hijo de puta».

## Lista de canciones
Todas las canciones escritas por Dirkschneider, Hoffmann, Fischer, Baltes y Kaufmann.

| N.º | Título                  | Duración |  |
| 1.  | «Starlight»             | 3:52     |  |
| 2.  | «Breaker»               | 3:35     |  |
| 3.  | «Run If You Can»        | 4:49     |  |
| 4.  | «Can't Stand the Night» | 5:23     |  |
| 5.  | «Son of a Bitch»        | 3:52     |  |
| 6.  | «Burning»               | 5:14     |  |
| 7.  | «Feelings»              | 4:48     |  |
| 8.  | «Midnight Highway»      | 3:58     |  |
| 9.  | «Breaking Up Again»     | 4:37     |  |
| 10. | «Down and Out»          | 3:44     |  |

## Músicos
- Udo Dirkschneider: voz
- Wolf Hoffmann: guitarra eléctrica
- Jörg Fischer: guitarra eléctrica
- Peter Baltes: bajo y voz en «Breaking Up Again»
- Stefan Kaufmann: batería